# Ichthyodes pseudosybroides
Ichthyodes pseudosybroides är en skalbaggsart som beskrevs av Stefan von Breuning 1942. Ichthyodes pseudosybroides ingår i släktet Ichthyodes och familjen långhorningar. Inga underarter finns listade i Catalogue of Life.